# Anders Jansson (komiker)
Lars Anders Jansson, född 9 oktober 1967 i Staffanstorps församling, är en svensk komiker och skådespelare som är känd från programmet Hipp Hipp!, där han gjort rollfigurer som Tiffany Persson, journalisten Morgan Pålsson och Mike Higgins, programledare för TV-programmet Svenska för nybörjare. Han gjorde även kommunalrådet Lars-Göran Bengtsson i TV-serien Starke man.

## Biografi
Jansson, liksom parhästen och skolkamraten Johan Wester, påbörjade sin underhållarbana som spexare i Lund. Tillsammans var Jansson och Wester under 1990-talet med om att nyskriva flera lundaspex (bland annat Montezuma och Peter den Store). De var också aktiva i ett antal karnevaler, där Jansson bland annat gjorde succé som den ondskefulle "Kung Leverpastej" i barnevalsföreställningen 1990 och regisserade karnevalsfilmen Angst 1994. Jansson spelade också med i de båda nyskrivna musikalerna Teaterhataren (1993) och Leonard Pläd (1997) på Akademiska Föreningen, den förra med manus av bland annat honom själv.
Tillsammans med Claes Virdeborn bildade Jansson och Wester 1996 gruppen Vulkteatern, vilken hade stor framgång i Lund med föreställningarna En överdos kaffe och Denna penna bensin, vilka i stor utsträckning lade grunden för den humor och de rollkaraktärer Jansson och Wester skulle vidareutveckla inom Hipp Hipp!. Senare var Jansson och Wester manusförfattare till TV-programmet Snacka om nyheter.
I mars 2001 var det premiär för sketchprogrammet Hipp Hipp!, Jansson och Westers första egna TV-program. Programmet fick en andra säsong våren 2003 och blev senare en scenföreställning kallad HippHipp - på riktigt (paw rihk-titt).
I Melodifestivalen 2008 dök både Jansson och Wester upp som sina båda alteregon Morgan Pålsson och fotografen Robert för att bevaka den på plats i Göteborg. Men Morgan Pålson fejkade reportaget som istället hade spelats in i Malmö. Han medverkar under 2009 som ett av "snillena" i TV4:s program Snillen snackar.
Hösten 2010 visades första säsongen av komediserien Starke man med Jansson i huvudrollen. Samma höst var det premiär för musikalen Spamalot på Nöjesteatern i Malmö där Jansson hade en roll. Han spelar även den onde greven i Vid Vintergatans slut.
Han har även gjort röster till två av Disneys filmer, dels Bruce i Hitta Nemo, dels en av älgarna i den tecknade barnfilmen Björnbröder.
Utanför Hipp Hipp-formatet har Jansson och Wester bland annat gjort föreställningen Köp Mjölk. Skriv Bok. (våren 2012), en betraktelse om hur både vardag och framtidsvisioner skall samsas i livet, och som fick goda recensioner.
Jansson var programledare för Melodifestivalen 2014 tillsammans med Nour El Refai.
År 2015 och 2016 gjorde Anders Jansson sin första soloshow ”Kom In och Stäng Dörren” som spelades runt om i Sverige. Under 2019 och 2020 gjorde han ytterligare tre turnésvängar i Sverige med sin soloföreställning ”Radikal Optimist”.
I mars 2023 startade Jansson Premier League-podden "Mellan Raderna" tillsammans med Erik Bäckerud och Niklas Andersson.
2024 blev han programledare för The Floor Sverige.

## TV
- 2001 – Hipp Hipp!
- 2010–2011 – Starke man (TV-serie)
- 2010 – Vid Vintergatans slut (TV-serie)
- 2012 – Intresseklubben
- 2013–2015 – Halvvägs till himlen (TV-serie)
- 2014 – Melodifestivalen
- 2015 – Roliga timmen (TV-program)
- 2016 – Skolan (TV-serie)
- 2016 – Må Underbart med Tiffany Persson (TV-serie)
- 2018 – Lingonligan (TV-serie)
- 2019 – Bäst i test (TV-program)
- 2019 – Enkelstöten (TV-serie)
- 2020–2021 – Lasse-Majas detektivbyrå (TV-serie)
- 2023 – LOL: Skrattar bäst som skrattar sist
- 2023 – Flykten till Östermalm (TV-serie)
- 2024 – The Floor Sverige

## Teater
| År   | Roll         | Produktion                          | Regi          | Teater       |
| ---- | ------------ | ----------------------------------- | ------------- | ------------ |
| 2010 | Sir Bedevere | Spamalot Eric Idle och John Du Prez | Anders Albien | Nöjesteatern |
| 2012 |              | Köp Mjölk. Skriv Bok.               |               |              |
| 2014 |              | Jobba för två                       |               | Nöjesteatern |

## Övrigt
Jansson sommarpratade den 6 augusti 2005.